# 森丁 (费尔盖拉什)
森丁是葡萄牙波尔图区的一个堂区。总面积6.48平方公里，总人口1775人，人口密度273.9人/平方公里。